# Fernand Picard (homme politique)
Pour les articles homonymes, voir Picard (homonymie) et Fernand Picard (homonymie).
Fernand Picard, né le 3 avril 1917 à Montréal, Québec au Canada, et mort le 1er octobre 1986 dans la même ville, est un homme politique canadien. Il a été député de l'Assemblée nationale du Québec du district électoral Olier de 1966 à 1973, puis député de l'Assemblée nationale du Québec de circonscription provinciale de Viau de 1973 à 1976.

## Études
Il a effectué ses études à Montréal dans les écoles Saint-Joseph, Saint-Nicolas et Saint-Viateur.

## Vie professionnelle
Il a travaillé à la Banque canadienne de commerce de 1936 à 1938 puis la B. F. Goodrich Rubber Co. de 1938 à 1939 ainsi qu'à la Retail Credit Co. de 1939 à 1940. Il a été président des Draperies Picard à partir de 1946.